# Gnaty-Szczerbaki
Gnaty-Szczerbaki – wieś w Polsce położona w województwie mazowieckim, w powiecie pułtuskim, w gminie Winnica. Ma status sołectwa.
| SIMC    | Nazwa          | Rodzaj    |
| ------- | -------------- | --------- |
| 1055115 | Gnaty-Gromadze | część wsi |

W latach 1975–1998 miejscowość administracyjnie należała do województwa ciechanowskiego.